# Ernestinum Gotha
Das Gymnasium Ernestinum Gotha ist ein humanistisch-naturwissenschaftlich orientiertes Gymnasium in Gotha, das 1859 aus der Vereinigung von Gymnasium illustre und Herzoglichem Realgymnasium hervorging. Bis 1949 galt es als das älteste Gymnasium im deutschsprachigen Raum, ehe es durch seine vorübergehende Schließung von 1947 bis 1991 vom 1526 gegründeten Melanchthon-Gymnasium Nürnberg als solches abgelöst wurde.

## Entwicklung des Gymnasiums

### Von den Anfängen bis zur Mitte des 17. Jahrhunderts
Der älteste Vorläufer ist die 1291 erwähnte Lateinschule an der Pfarrkirche St. Marien.
Am 21. Dezember 1524 wurde das Gymnasium durch den Freund Martin Luthers, den Reformator Friedrich Myconius, im Kreuzgang des Augustinerklosters gegründet. Durch den Einfluss der Reformation wurden Inhalt und Form des Unterrichts schon Mitte des 16. Jahrhunderts unter Leitung von Cyriacus Lindemann (1562–1568) neu ausgerichtet. Er legte dabei vor allem Wert auf die Beherrschung grammatischer Regeln und die Interpretation lateinischer Autoren. Dabei führte er das neue Unterrichtsfach Deklamation ein. Großen Wert legte er auf sorgfältige schriftliche Arbeiten der Schüler. Neben diesen Aspekten der Gelehrsamkeit machte er sich durch seinen humanen Umgang mit Schülern einen Namen, da er stets um ein Vertrauensverhältnis zu seinen Schülern bemüht war. Dieses unterschied ihn von seinem Amtsvorgänger Pankratius Sussenbach (1540–1562).
Um 1600 erhielt das Gymnasium den Zusatz „illustre“ (vortrefflich, glänzend, berühmt) durch Herzog Johann Casimir von Sachsen-Coburg verliehen. Zu diesem Zeitraum nahm Andreas Wilke (1592–1631) die Rektoratstätigkeit wahr. Er war an der Weiterentwicklung der Schule nicht unerheblich beteiligt. Wilke sorgte für mehr Lehrer an der Schule, erhöhte die Anzahl der Klassen und erweiterte das Schulgebäude, indem er sich für dessen Umbau einsetzte. Zugleich unterhielt er Verbindungen zu namhaften Professoren und Wissenschaftlern in ganz Deutschland.

### Blütezeit des Gymnasiums

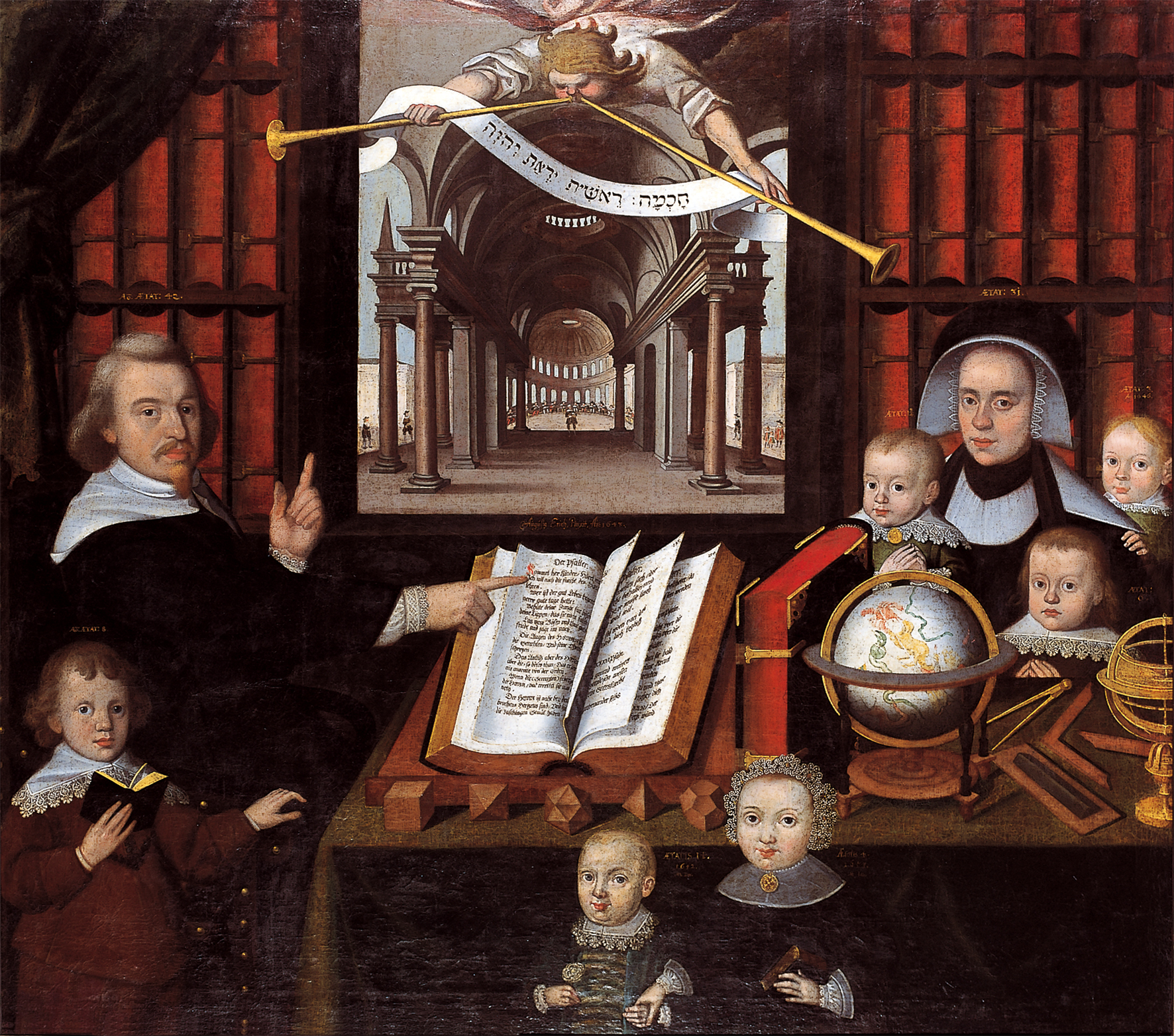
Der 12. Rektor Andreas Reyher im Kreis seiner Familie, Porträt von August Erich (1643)

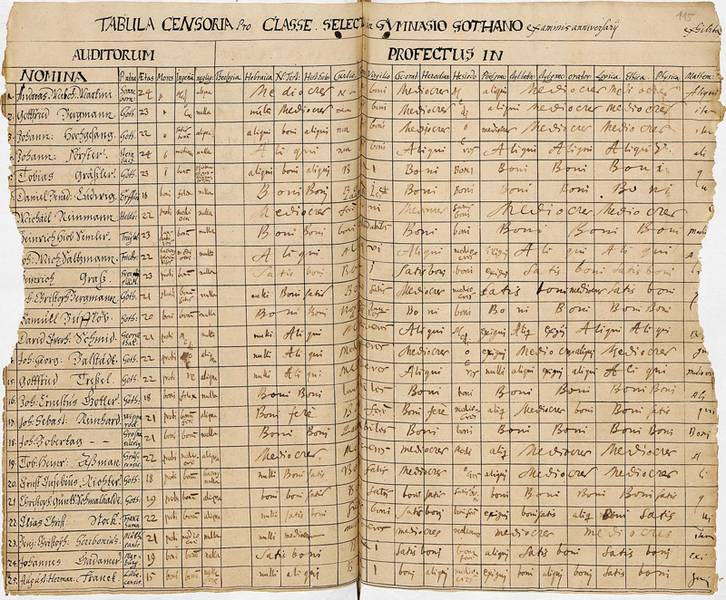
Zeugnisliste der Selecta 1677; in der untersten Zeile die Bewertungen für August Hermann Francke

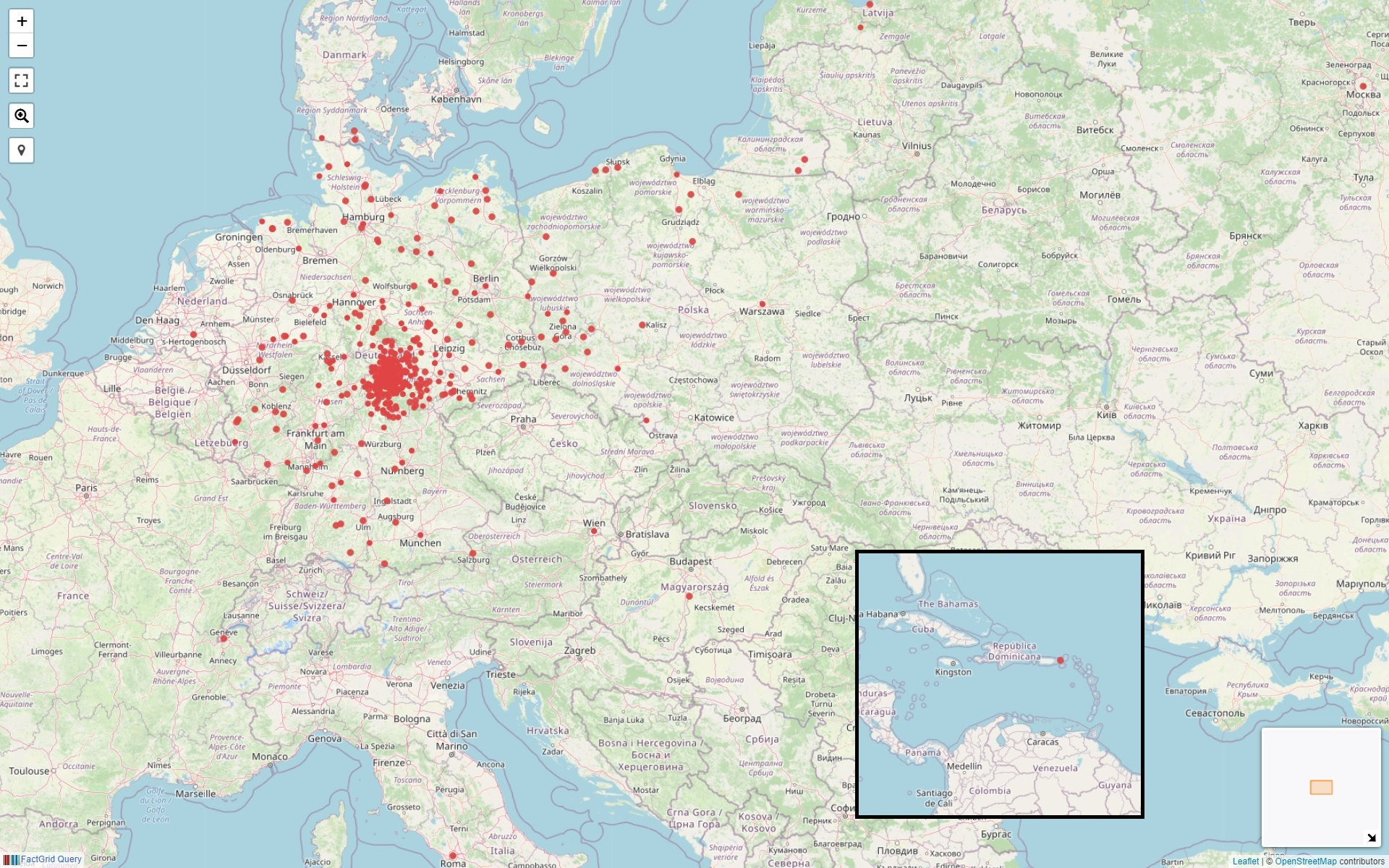
Die Geburtsorte der Absolventen des Gymnasiums Illustre / Ernestinum von der Gründung 1524 bis zum Jahrgang September 1882 [https://database.factgrid.de/query/embed.html#%23defaultView%3AMap%0ASELECT%20%3Fitem%20%3FOrt%20%3FOrtLabel%20%3FGeokoordinaten%20WHERE%20%7B%0A%20%20SERVICE%20wikibase%3Alabel%20%7B%20bd%3AserviceParam%20wikibase%3Alanguage%20%22%5BAUTO_LANGUAGE%5D%2Cen%22.%20%7D%0A%20%20%3Fitem%20wdt%3AP160%20wd%3AQ23295%3B%0A%20%20%20%20wdt%3AP82%20%3FOrt.%0A%20%20%3FOrt%20wdt%3AP48%20%3FGeokoordinaten.%0A%7D FactGrid Wikibase Datenbankabfrage

Im 17. Jahrhundert wurde das Gymnasium durch Herzog Ernst I. von Sachsen-Gotha-Altenburg weiterhin gefördert. Er bot Söhnen verfolgter Lutheraner aus Ungarn, Schlesien, Polen, Russland und Skandinavien Asyl, die am hiesigen Gymnasium lernten. Mit der Ernennung von Andreas Reyher (1641–1673) zum Rektor wurde die allgemeine Schulpflicht für alle Fünf- bis Zwölfjährigen im Herzogtum Gotha eingeführt. Er reformierte das Gothaer Schulwesen im Sinne von Wolfgang Ratke.
Sein Rektorat begann Reyher mit dem Entwurf einer neuen Schulordnung unter dem Titel „Special- und sonderbahrer Bericht, Wie (...) Knaben und Mägdlein (...) unterrichtet werden können und sollen“ (1642). Reyher setzte eine inhaltliche Reform des Schulwesens durch, die über die Landesgrenzen hinaus berühmt werden sollte. Durch die Einführung der Selecta kam es zur Aufstockung der Klassen und zur Erhöhung des Fächerkanons. Erstmals wurde der Unterricht in der Muttersprache erteilt. Mathematik, Poetik und Geschichte wurden als neue Fächer eingeführt. Zur Vorbereitung auf das Studium wurden in der Abschlussklasse Selecta die Fächer Rhetorik, Logik, Ethik, Mathematik, Metaphysik und Sphärik gelehrt.
Das 18. Jahrhundert ist im Herzogtum Sachsen-Gotha-Altenburg durch die Aufklärung geprägt. Besondere Förderung erhielt das Gymnasium unter der Herrschaft Herzog Ernst II. von Sachsen-Gotha-Altenburg, der sich für die Entwicklung guter Schulen einsetzte. Dabei ließ er sich von dem Grundsatz leiten, dass gebildete Untertanen auf allen Gebieten eine wichtige Voraussetzung für die ökonomische und politische Stabilität des Landes waren. Während seiner Regierungszeit amtierte Johann Gottfried Geißler (1768–1779) als Rektor am Gymnasium illustre. Unter ihm wurde das Konzept entwickelt, welches den Anteil der alten Sprachen zugunsten der naturwissenschaftlichen Disziplinen, Deutsch, Literatur, Englisch und Französisch verringerte. Um den Freiraum der Schüler für häusliche und selbständige Arbeiten zu erhöhen, wurde die Anzahl der Stunden auf 4 am Vormittag und 3 am Nachmittag beschränkt. Er führte das Fachlehrerprinzip ein und sorgte für feste verbindliche Lehrpläne. Ausgangspunkt dieser Veränderungen bildete Geisslers Schrift „Unvorgreifliche Gedanken, wie die Einrichtung des gymnasii illustris Gothani einigermaßen könnte verbessert werden“ vom 1. November 1768.
Unter Friedrich Andreas Stroth (1779–1785) und Friedrich Wilhelm Döring (1786–1833) wurden diese Entwicklungen kontinuierlich fortgesetzt. Die unter ihnen tätigen Lehrkräfte Johann Georg August Galletti, Johann Friedrich Salomon Kaltwasser (1752–1813), Adolf Heinrich Friedrich von Schlichtegroll, Johann Kaspar Friedrich Manso  und Friedrich Jacobs zeichneten sich durch ein hohes Maß an Kompetenz und Pflichtbewusstsein aus. Ihre Namen sind als Gelehrte und Schriftsteller in die Geschichte eingegangen.

### Gründung und Entwicklung des Gymnasiums Ernestinum bis 1945

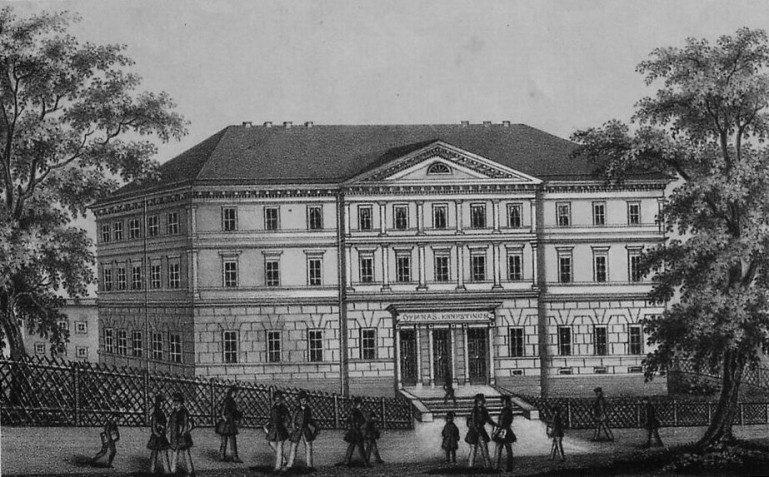
Bild des Gymnasiums Ernestinum im 19. Jahrhundert.

In den Jahren 1837/38 wurde für das Gymnasium in der Bergallee ein modernes Schulgebäude im klassizistischen Stil errichtet, das den Erfordernissen der Zeit entsprach. Nach einem kurzen Interregnum zwischen 1833 und 1841 unter dem Oberhofprediger Eduard Adolf Jacobi (1796–1866) und Gottfried Seebode (1792–1868) sorgte Valentin Rost (1841–1859) für das Wiedererstarken des Gymnasiums. Er musste sich der Herausforderung eines durch das Gothaer Bürgertum begründeten Konkurrenten, des Herzoglichen Realgymnasiums, stellen. Dieses 1836 gegründete Realgymnasium orientierte sich den Bedürfnissen der Zeit entsprechend an einem naturwissenschaftlich-mathematischen Lehrprogramm. Chemie, Physik und Mineralogie wurden als eigenständige Fächer unterrichtet. Die modernen Fremdsprachen Französisch und Englisch gewannen gegenüber Latein an Bedeutung.
Am 12. April 1859 wurden das Gymnasium illustre und das Herzogliche Realgymnasium vereinigt. Die Bildungseinrichtung erhielt anlässlich dessen den Namen Gymnasium Ernestinum Gothae – zu Ehren Herzog Ernsts I. von Sachsen-Coburg und Gotha.
Der neue Rektor Joachim Marquardt (1859–1882) sorgte für strenge Einhaltung der neuen Schulordnung, ohne besondere Härte einzusetzen. Gegenüber seinen Lehrerkollegen vertrat er eine ebensolche strenge, aber zugleich freundschaftliche Haltung. Er engagierte sich für eine bessere Einrichtung des Schulplans. Unter seiner Leitung wurden ein Erweiterungsbau der Schule vorgenommen, eine Aula eingerichtet, neue Bibliotheksräume und eine Turnhalle geschaffen. Unterrichtet wurde nach einem einheitlichen Fächerkanon. Ab der Untertertia erfolgte die Untergliederung in humanistische und realgymnasiale Klassen. Nachfolger Marquardts war Albert von Bamberg (1883–1910), der ebenso neben der humanistischen Bildung die realen Wissenschaften förderte.
Unter dem neuen Rektor Ludwig Mackensen (1910–1914) sollten erstmals auch Mädchen das Ernestinum besuchen.
Heinrich Anz (1914–1935) musste sich bei seiner Amtsübernahme mit den Auswirkungen des Ersten Weltkrieges auseinandersetzen. Auch in den darauf folgenden Jahren der Weimarer Republik ist es Anz zu verdanken, dass das humanistische Gymnasium weiter fortbestehen konnte.
Während der Naziherrschaft wirkten sich das Eingreifen der Hitlerjugend, die Beurlaubung von Lehrkräften, Staatsfeierlichkeiten, die Einberufung von Schülern zum Militärdienst negativ auf den Schulbetrieb aus. Otto Küttler (1938–1945) war als Rektor bestrebt, den Schulbetrieb aufrechtzuerhalten. Unter ihm wurden Theateraufführungen, Vorträge und Sportveranstaltungen organisiert. Im Zweiten Weltkrieg wurde die Gymnasialbibliothek auf Schloss Friedenstein überführt. Heute ist sie Bestandteil der Forschungsbibliothek Gotha.

### Das Gymnasium in der Nachkriegszeit

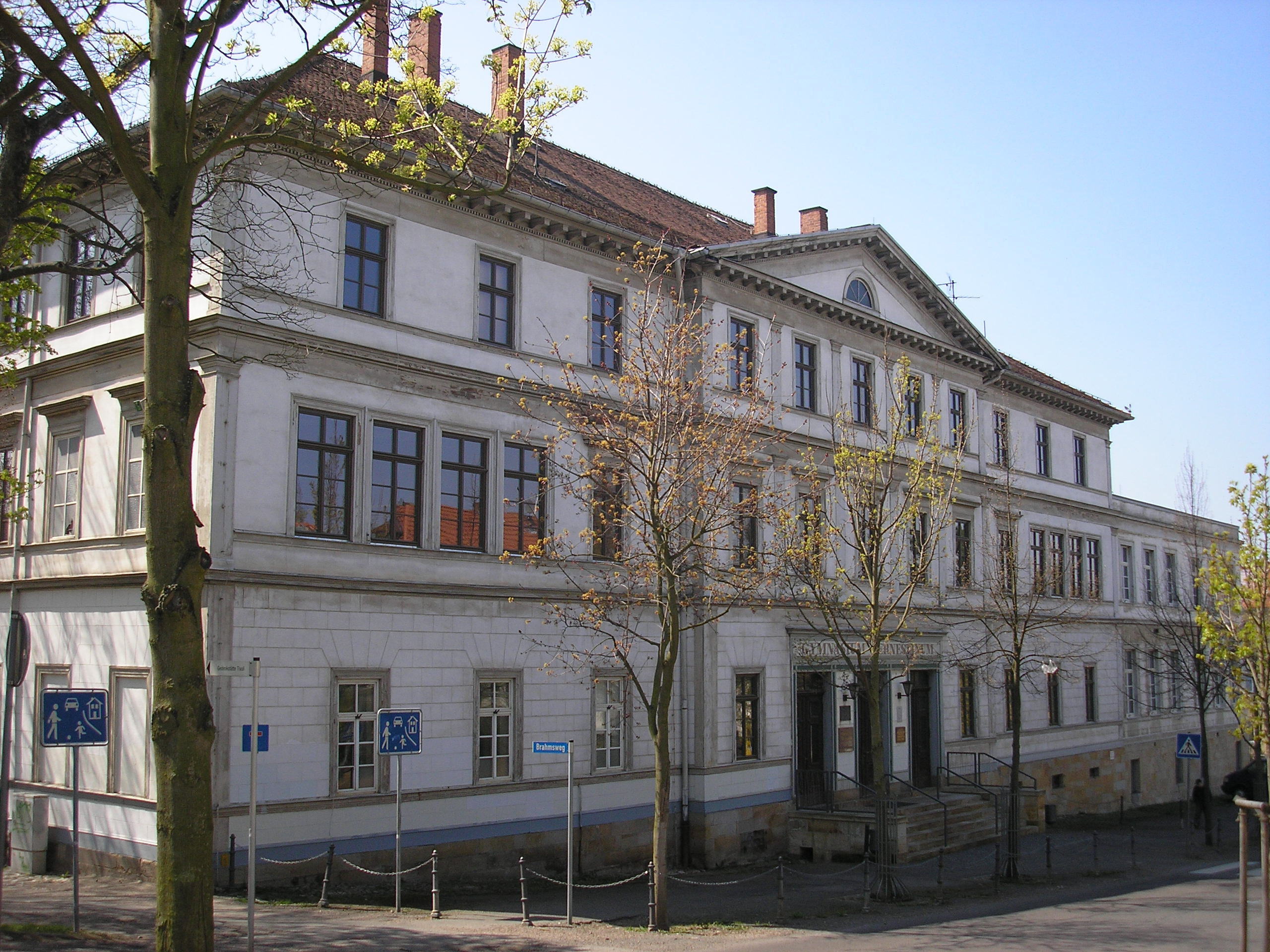
Blick auf das Schulhaus

Mit dem Einführen einer neuen Bildungskonzeption in der Sowjetischen Besatzungszone wurden dem Fortbestand eines humanistischen Gymnasiums die Grundlagen entzogen. Die letzten Abiturprüfungen am Ernestinum wurden im Schuljahr 1945/46 durchgeführt. Im Frühjahr 1947 hörte das Gymnasium Ernestinum formell und dem Namen nach auf zu existieren. Die bestehenden Oberschulklassen wurden am 10. April 1947 in die Arnoldischule eingegliedert, um dort weiter zum Abitur geführt zu werden. Im Schulgebäude des einstigen Ernestinums war fortan eine zehnjährige Mittelschule untergebracht, aus der 1959 eine Polytechnische Oberschule hervorging, die 1965 den Namen POS Albert Schweitzer erhielt.

### Das Gymnasium von 1991 bis zur Gegenwart
Nach der deutschen Wiedervereinigung wurde das Gymnasium Ernestinum am 1. November 1991 wiedergegründet, 1993 wurden die ersten Abiturprüfungen nach 48 Jahren abgelegt. Seit diesem Zeitpunkt wird es von Lutz Wagner geführt. Heute lernen 438 Schülerinnen und Schüler an dieser Einrichtung. Sie werden von 49 Lehrerinnen und Lehrern unterrichtet. [Stand September 2009]

## Außerschulische Aktivitäten
- Teilnahme an der Mathematik-, Chemie- und Physikolympiade
- Teilnahme an „Jugend trainiert für Olympia“
- Schüleraustausch  mit Benevento und einer Partnerschule in der Ukraine
- Beteiligung am Gothaer Kinderchor
- Ausstellung künstlerischer Leistungen im Schloss Friedenstein sowie in der Stadt Gotha

## Kooperation mit anderen Einrichtungen
- „Schnupperwoche“ für Grundschüler der 4. Klassen
- Gemeinsame Leistungskurse in Klasse 11/12 mit der Arnoldischule
- Praktikum für Studierende der Fachrichtung Lehramt unterschiedlicher Universitäten
- Ausbildungsschule für Referendare in Kooperation mit der Universität Erfurt

## Rektoren und Direktoren
- Basilius Monner (1524 bis 1535)
- Laurentius Schipper (1535 bis 1537)
- Georg Merula (1537 bis 1540)
- Pankratius Sussenbach (1540 bis 1561)
- Cyriacus Lindemann (1562 bis 1568, zuvor ab 1549 Konrektor)
- Paul Schmidt (1568 bis 1572)
- Johann Meyer (1572 bis 1580, zuvor Schüler)
- Johannes Dinckel (1580 bis 1582, zuvor Schüler ab 1555)
- Johann Helder (1582 bis 1592)
- Andreas Wilke (1592 bis 1631)
- Johann Weitz (1631 bis 1640, zuvor ab 1602 Lehrer und seit 1609 Konrektor)
- Andreas Reyher (1641 bis 1673)
- Georg Heß (1673 bis 1694, zuvor von 1637 bis 1673 Konrektor)
- Gottfried Vockerodt (1694 bis 1727, zuvor seit 1693 Konrektor)
- Johann Heinrich Stuß (1728 bis 1768)
- Johann Gottfried Geißler (1768 bis 1779)
- Friedrich Andreas Stroth (1779 bis 1785)
- Friedrich Wilhelm Döring (1786 bis 1833)
- Ernst Friedrich Wüstemann (1833 bis 1856, zuvor 1808 bis 1816 Schüler und seit 1819 Kollaborator)
- Eduard Adolf Jacobi (1833 bis 1841, zuvor Schüler)
- Gottfried Seebode (1838 bis 1841)
- Valentin Rost (1841 bis 1859, zuvor Schüler von 1802 bis 1810 und ab 1814 Kollaborator)
- Joachim Marquardt (1859 bis 1882)
- Eduard Wilhelm Sievers (1882 bis 1883)
- Eduard Heinrich Albert von Bamberg (1883 bis 1910)
- Ludwig Mackensen (1910 bis 1914)
- Heinrich Anz (1914 bis 1935)
- Otto Küttler (1938 bis 1945)
- Lutz Wagner (1991 bis 2024)
- Ivonne Ludewig-Greipel (seit 2024)

## Bekannte Lehrer und Schüler
- Johann Stigel, Schüler bis 1531
- Christoph von Dürfeld, Schüler von 1533 bis 1543
- Cyriacus Schneegaß, Schüler bis 1565
- Joachim Bartholomäus Meyer (1624–1701), Bibliothekar und Kirchenlieddichter, Schüler bis etwa 1644
- Johann Friedrich Bachoff von Echt, Schüler von 1653–1660
- Wilhelm Hieronymus Brückner, Schüler 1671 bis 1676
- Johann Salomon Hattenbach, Schüler bis 1669
- August Hermann Francke, Schüler 1676/77
- Martin Christian Goeldelius, Schüler bis 1684, Sohn des Lehrers und Kantors Johannes Goeldelius (1635–1685)
- Wilhelm Ernst Tentzel, Lehrer ab 1690
- Johann Jacob Syrbius, Schüler 1691 bis 1693
- Johann Elias Reichardt, Schüler von 1684 bis 1687, Lehrer von 1695 bis 1731 und Inspektor seit 1698
- Johann Michael Heusinger, Schüler bis 1708, Lehrer von 1730 bis 1738
- Heinrich Friedrich Otto (1692–1730), Schüler bis 1709
- Johann Georg Oldekop, Schüler vermutlich bis 1713
- Johann Ernst Wenigk, Schüler von 1709 bis 1718
- Johann Friedrich Nolte, Schüler von 1712 bis 1713
- Friedrich Albrecht Augusti, Schüler bis 1727, Lehrer von 1729 bis 1734
- Johann Justin Schierschmid, Schüler bis 1727
- Gottlieb Heinrich Kannegießer (1712–1792), Schüler vor 1727
- Johann August von Hellfeld, Schüler bis 1734
- Wilhelm Heinrich Schultze, Schüler bis 1741
- Just Christian Stuß, Schüler von 1736 bis 1741
- Johann Andreas Hofmann, Schüler vor 1740
- Heinrich Gottfried Scheidemantel, Schüler
- Johann Volkmar Sickler, Schüler ab 1755
- Johann Heinrich Voigt, Schüler von 1759 bis 1770, Lehrer von 1774 bis 1789
- Carl Christian Friedrich Langheld, Schüler von 1766 bis 1770
- Johann Friedrich Blumenbach, Schüler bis 1769
- Johann Friedrich Salomon Kaltwasser, Schüler, Lehrer ab 1775, Professor der griechischen Sprache
- Sebastian Heinrich Möller, Schüler bis 1770
- Friedrich Christian Gottlieb Perlet, Schüler
- Friedrich von Schlichtegroll, Schüler ab 1778, Lehrer von 1787 bis 1807
- Johann Kaspar Friedrich Manso, Lehrer von 1783 bis 1790
- Johann Georg August Galletti, Lehrer von 1778 bis 1819
- Carl Friedrich Ernst Ludwig, Schüler
- Friedrich Jacobs, Lehrer 1785 bis 1807
- Adolf Stieler, Schüler von 1786 bis 1793
- Christian Ferdinand Schulze, Schüler von 1786 bis 1792, Kollaborator und Inspektor des Cönobiums von 1800 bis 1840, Erster Professor von 1840 bis 1848
- Johann Ludwig Klohss, Schüler von 1787 bis 1788
- Friedrich Christian Kries, Kollaborator ab 1789, Erster Professor von 1819 bis 1840
- Johann Friedrich Hennicke (1764–1848), Lehrer von 1791 bis 1798
- Christian Moritz Pauli (1785–1825), Schüler von 1799 bis 1802
- Christian Steffani (1780–1846), Schüler vor 1800
- Wilhelm Hey, Schüler von 1802 bis 1808
- Johann Gottfried August Sparr, Schüler, Lehrer von 1803 bis 1808
- Friedrich Georg Leonhard Schrödter (1786–1862), Schüler bis etwa 1804
- Johann Heinrich Möller, Schüler von 1804 bis 1813
- Joseph Meyer, Schüler bis 1807
- Arthur Schopenhauer, Schüler 1807
- Christian Ludwig Brehm, Schüler bis 1808
- Friedrich Ludwig Andreas Regel, Schüler, Kollaborator ab 1808, Professor von 1813 bis 1826
- Friedrich August Ukert, Inspektor ab 1808
- Carl Christian Friedrich Rein, Schüler von 1809 bis 1815
- Friedrich Wilhelm Carl Umbreit, Schüler von 1809 bis 1814
- Karl August Credner, Schüler von 1812 bis 1817
- Christian Gotthold Neudecker, Schüler von 1816 bis 1826
- Heinrich August Wilhelm Meyer, Schüler bis 1818
- Wilhelm Theodor Kraut, Schüler bis um 1819
- Raphael Kühner, Schüler bis 1820
- Philipp Heinrich Welcker, Lehrer ab 1820.
- Carl Anton Bretschneider, Schüler bis 1826
- Clemens Theodor Perthes, Schüler bis 1827
- Adolf Moritz Schulze (1808–1881), Schüler bis 1827
- Andreas Heinrich Wiegandt, Schüler Michaelis 1824 bis Michaelis 1830
- Traugott Märcker (1811–1874), Schüler bis 1835
- Gotthilf Albert Sterzing, Schüler von 1834 bis 1840
- Karl Ernst Georges, Schüler, Lehrer von 1839 bis 1856
- Otto Schneider, Lehrer von 1842 bis 1859
- Ernst Behm, Schüler bis 1849
- August Beck (Historiker), Schüler
- Heinrich Heß, Schüler von 1857 bis 1862
- Friedrich Johannes Perthes, Schüler bis 1862
- Cornelius Gurlitt (Kunsthistoriker)(1850–1938), Schüler; Architekt und bedeutender Kunsthistoriker in Sachsen
- Luise Gerbing, Schülerin
- Christian Behrens, Schüler bis 1870
- Otto Liebetrau, Schüler bis 1874
- Otto Perlet, Schüler
- Karl August Friedrich Samwer, Schüler
- Julius Kaerst, Schüler 1869 bis 1874, Lehrer von 1881 bis 1897
- Karl Arthur Hartung, Schüler
- Hans Freiherr von Wangenheim, Schüler, Abitur 1879
- Rudolf Ehwald, Schüler, Lehrer 1871 bis 1911
- Ernst Anding, Schüler bis 1881
- Adolf Schmidt (Geophysiker), Lehrer von 1885 bis 1902
- Hans Dominik, Schüler bis 1893
- Hermann Salomon (1888–1970), Abitur 1908
- Kurd Laßwitz, Lehrer von 1876 bis 1910
- Erich Lasswitz, dessen Sohn, Schüler bis 1900
- Wilhelm Liebenam, Lehrer von 1899 bis 1918
- Walter Ortlepp, Schüler bis 1918
- Hans Erhard Bock, Schüler
- Hans Hahn, Schüler bis 1934
- Werner Leich Schüler von 1939 bis 1941